# Slinivka břišní

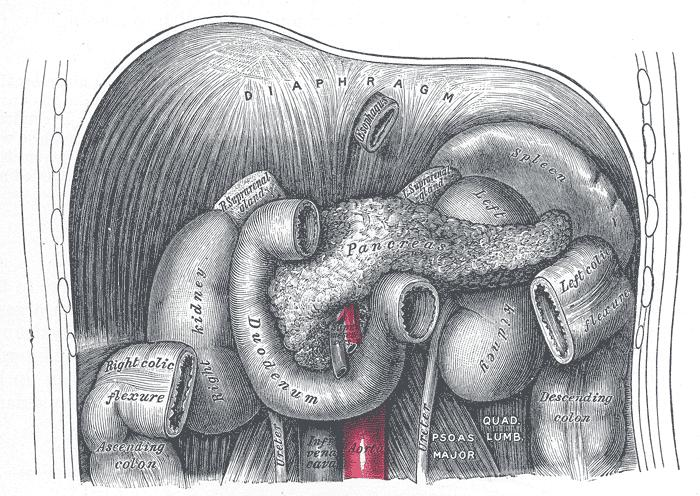
Pankreas in situ

Slinivka břišní čili pankreas (z lat. pancreas) je laločnatá žláza s vnější i vnitřní sekrecí řadící se mezi orgány trávicí soustavy. Velikost lidského pankreatu je 12–16 cm a váha 60–90 g. Většina objemu tkáně pankreatu je určena k výrobě pankreatické šťávy (enzymy štěpící cukry, tuky, bílkoviny), jež je následně odváděna do dvanáctníku. Pouze 1,5 % objemu pankreatu  tvoří buňky, které produkují důležité hormony jako inzulin a glukagon, jež jsou secernovány do krve.

## Anatomie

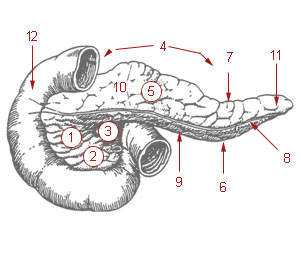
1: Hlava pankreatu
2: Processus uncinatus
3: Incisura pancreatis
4: Tělo pankreatu
5: Přední plocha pankreatu
6: Spodní plocha pankreatu
7: Horní okraj pankreatu
8: Přední okraj pankreatu
9: Spodní okraj pankreatu
10: Tuber omentale
11: Ocas pankreatu
12: Dvanáctník

Pankreas probíhá napříč celou dutinou břišní pod brániční klenbou a játry, před srdečnicí (pars abdominalis aortae) a dolní dutou žílou (vena cava inferior), za žaludkem a malou předstěrou (omentum minus), nad příčným tračníkem (colon transversum) a mezi dvanáctníkem (duodenum) zprava a slezinou (lien) zleva. Je uložen za pobřišnicí (peritoneum), a proto se označuje jako orgán retroperitoneální.
Pankreas se konvenčně dělí na základní 3 části:
- hlava (caput pancreatis): Je největší částí pankreatu lokalizovaná v pravé polovině těla ve výši těla 2. bederního obratle. Hlava se pevně spojuje s konkávní plochou dvanáctníku, do nějž ústí velký a malý vývod pankreatu (ductus pancreaticus major et minor). Velký vývod pankreatu sbírá pankreatickou šťávu z celého pankreatu a těsně před vyústěním do dvanáctníku se spojuje se žlučovými cestami (ductus choledochus). Oba vývody jsou opatřeny vlastními kruhovými svěrači a jedním společným svěračem, které se otevírají pouze v přítomnosti tráveniny ve dvanáctníku. Ústí tohoto vývodu ve dvanáctníku vytváří papilla duodeni major. Malý vývod sbírá pankreatickou šťávu pouze z horní části hlavy pankreatu a ústí na papilla duodeni minor dvanáctníku, která je asi o 2 cm výše než papilla duodeni major.[1] Incisura pancreatis je zářez na spodině pankreatu mezi hlavou a tělem a prochází jím cévy vasa mesenterica superiora, které zásobují krví střevo. Processus uncinatus je malá část hlavy pankreatu, která vybíhá za vasa mesenterica superiora.
- tělo (corpus pancreatis): Užší část pankreatu, která spojuje hlavu s ocasem, a dosahuje až k levé ledvině. Nápadný útvar těla pankreatu je hrbol tuber omentale podmíněný vzadu procházející aortou.
- ocas (cauda pancreatis): Zúžený výběžek těla pankreatu (na jeho levé straně) směřující ke slezině.

### Cévy a nervy
- Tepny: a.lienalis, aa. pancreaticoduodenales
- Žíly: v. lienalis, v. mesenterica superior, v. portae
- Mízní cévy: nodi lymphatici hepatici, coeliaci a pancreaticolienales
- Nervy: z plexus coeliacus

## Histologie
Exokrinní složka pankreatu je alveolární žláza rozčleněná do lalůčků (acinů). Acinus je dutý útvar, jehož stěnu vytvářejí acinární buňky (serózní), které mají tmavou cytoplazmou kvůli vysoké koncentraci zymogenních granul (sekrečních granul s proenzymy) na jejich vrcholové části otočené do lumen lalůčku. Odvod vznikající pankreatické šťávy z lalůčku zajišťuje „vsunutý vývod“. Buňky vsunutého vývodu jsou rozesety až do lumen lalůčku, kde vytváří tzv. centroacinózní buňky se světlou cytoplazmou, jelikož neobsahují zymogenní granula. Přítomnost centroacinózních buněk v histologickém preparátu je rozlišovací znak tkáně pankreatu od tkáně slinných žláz. Celý pankreas je obalen jemným vazivovým pouzdrem, z něhož vybíhají septa oddělující od sebe jednotlivé lalůčky. Podél sept se k lalůčkům rozbíhá hustá síť kapilár.
Endokrinní složku pankreatu reprezentují Langerhansovy ostrůvky.

## Funkce

Umístění slinivky břišní ve srovnání s okolními orgány

Slinivka je tzv. podvojná žláza, plní totiž dvě funkce:
- žláza s vnější sekrecí – tvoří ji většina tkáně pankreatu, která produkuje trávicí enzymy
- žláza s vnitřní sekrecí – tvoří ji asi 1 milion [2] buněčných okrsků (tzv. Langerhansových ostrůvcích) rozprostřených v exokrinní tkáni pankreatu, které produkují hormony, především inzulin a glukagon

### Vnější sekrece
V slinivce se produkují enzymy:
- trypsin – hydrolyzuje bílkoviny na aminokyseliny
- lipázy – štěpí tuky na glycerol a mastné kyseliny
- amylázy – hydrolyzuje sacharidy na glukózu

Souhrnně je nazývána směs těchto enzymů pankreatická šťáva (succus pancreaticus), která je odváděna systémem vývodů do dvanáctníku. Zde se setkávají s tráveninou předzpracovanou v žaludku a podílejí se na jejím dalším chemickém trávení.

### Vnitřní sekrece
Langerhansovy ostrůvky obsahují několik typů buněk:
- alfa-buňky – tvoří glukagon, látku zvyšující hladinu cukru v krvi
- beta-buňky – tvoří inzulin, látku snižující hladinu cukru v krvi
- gama a delta-buňky – tvoří somatostatin, ten ovlivňuje (inhibuje) vylučování hormonů inzulinu, glukagonu i PP
- PP (F) buňky – tvoří pankreatický polypeptid

Produkty těchto buněk jsou hormony, jež jsou odváděny do krve.

## Evoluce
Slinivka břišní se rozvíjí u obratlovců a původně plní pouze funkci žlázy s vnější sekrecí. Langerhansovy ostrůvky jsou ještě u kruhoústých součástí trávicí trubice, u některých čelistnatců žijících ve vodě tvoří tyto endokrinní buňky samostatné orgány.